# Stephen Baidoo
Stephen Baidoo, né le 25 février 1976, est un footballeur ghanéen.

## Biographie
Il a participé à la coupe d'Afrique des nations 2000 avec le Ghana mais aussi aux J.O. d'été 1996.